# 安息禮拜

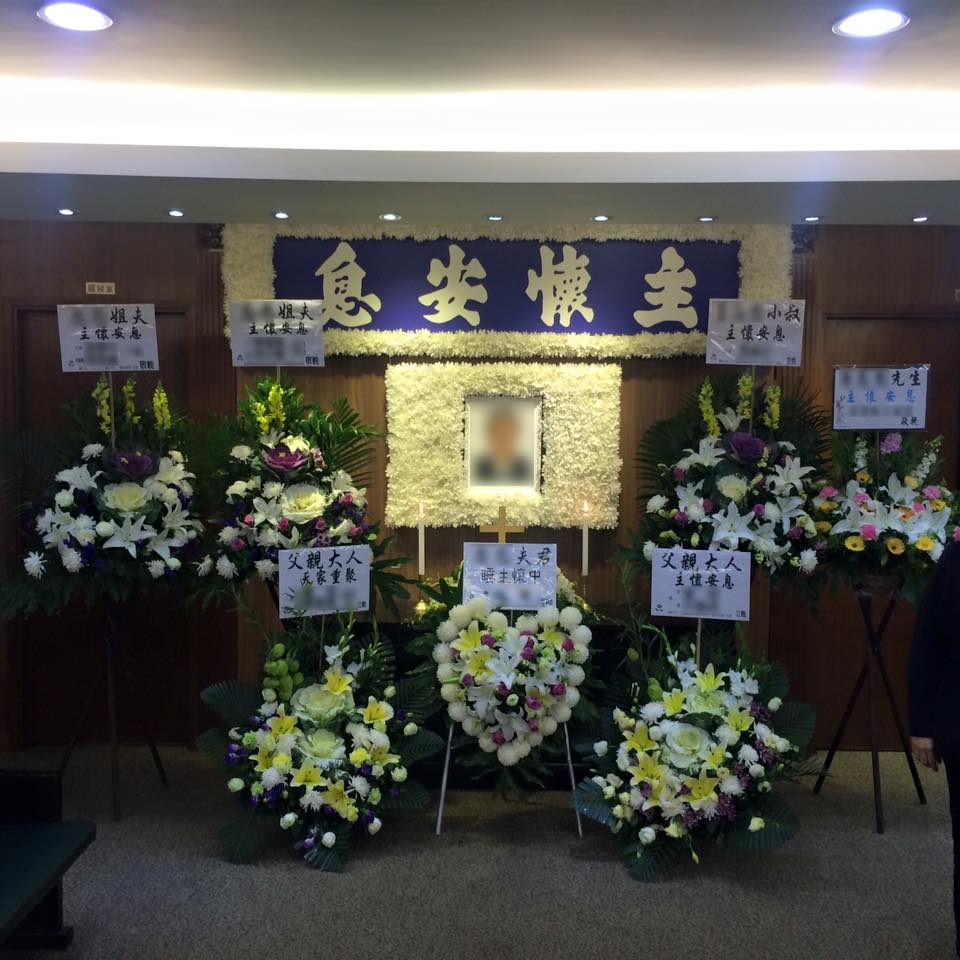
安息禮拜

安息禮拜，是基督教儀式喪禮，也是一種「禮拜」、「敬拜聚會」，可以在殯儀館、教堂、醫院或殮房舉行。安息禮拜目的不是超度死者，也不是一般的追思會。喪禮及追思會都是以死者為中心的，沒有宗教意味；安息禮拜屬於基督教的敬拜聚會，以神為中心，屬於宗教儀式。安息禮拜的氣氛及慰勉信息都是通過神的恩愛與威榮，讓基督教徒思念逝者；又通過死者的信仰人生來見證上主。當基督教徒病重時，牧師須儘快探訪。這是牧師的職務責任，也是牧顧服事應有的心懷；病者一旦死亡，教會會辦理後事及安息禮拜。